# Kniebundhose

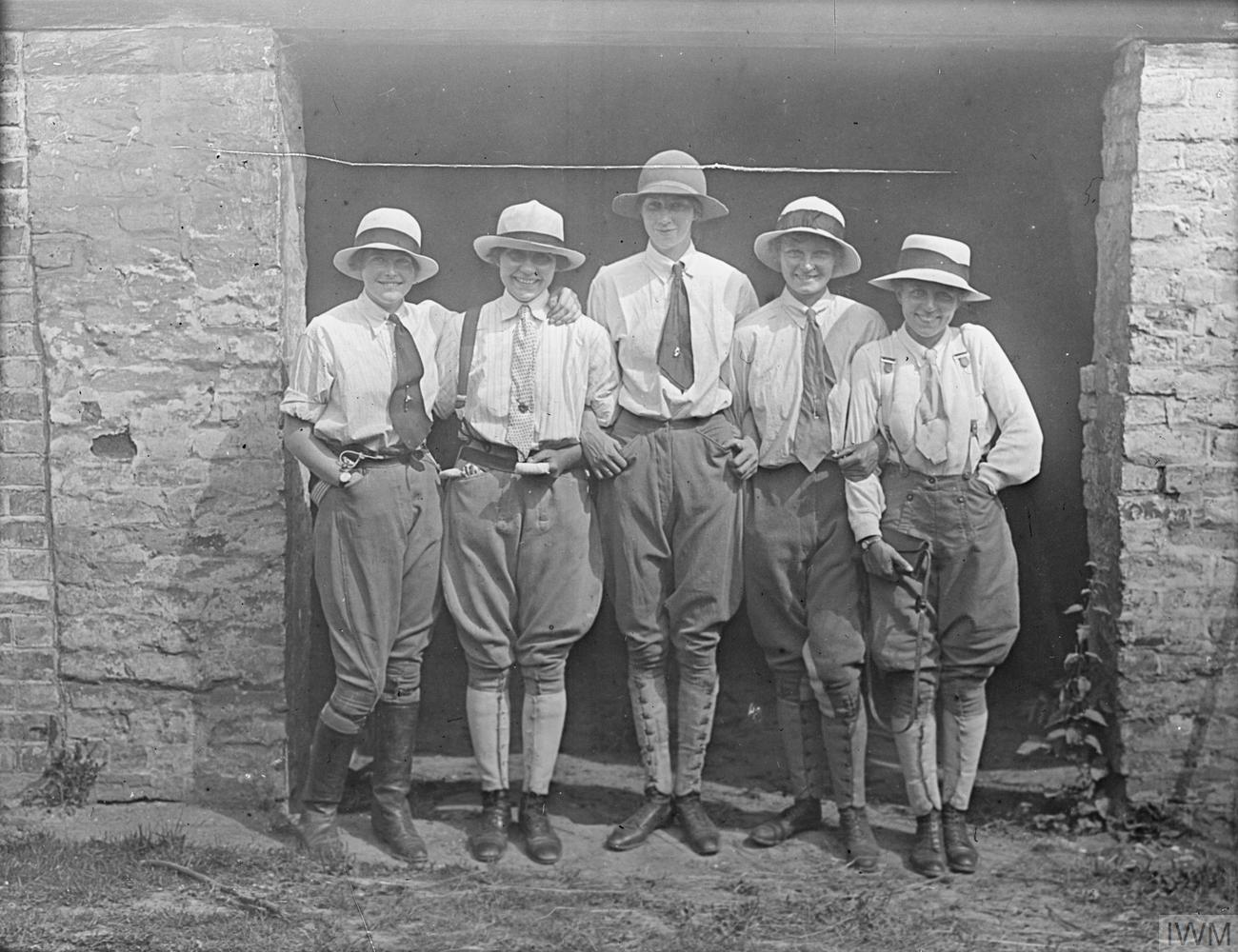
Weibliche Trainer von Lieutenant Michael Rimington, 1914–1918

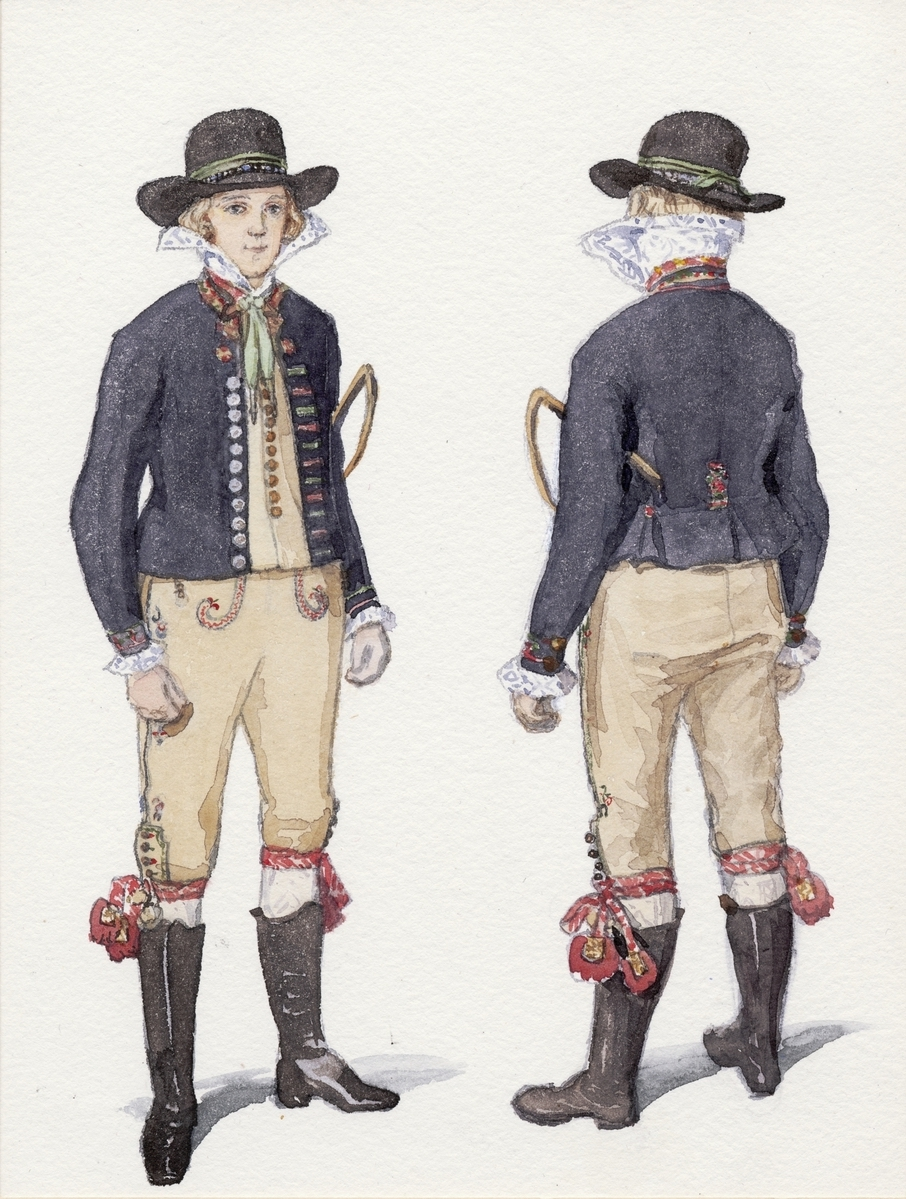
Kniebundhose

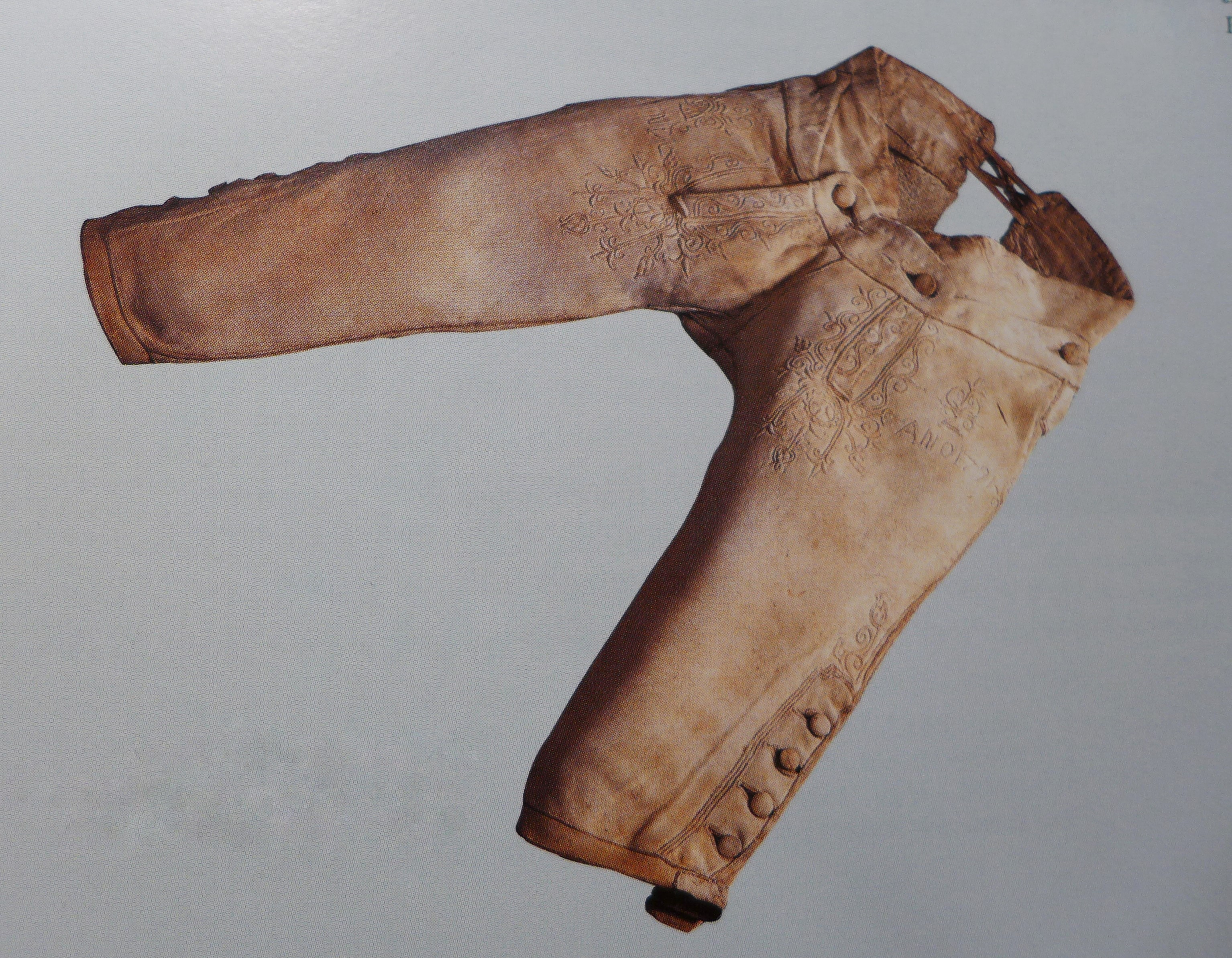
Bestickte Lederhose aus Lothringen aus dem Jahr 1791, Sämischleder, Musée Lorrain, Nancy

Die Kniebundhose ist eine knielange Hose, die mit einem Bund unterhalb des Knies abschließt. Dieser wurde früher meist modisch akzentuiert.

## Geschichte
Die Kniebundhose ist eine seit 1500 bekannte Hose. Sie wurden traditionell in der bündischen Jugendbewegung getragen. Zum Wandern und Bergsteigen ist sie seit dem 19. Jahrhundert allgemein üblich und gebräuchlich. Als Uniformteil ist sie traditionell bei Gebirgsjägern verschiedener Länder sowie bei Jägern zu finden.

## Verwendung
Heute ist sie Bestandteil der Damen- und Herrenmode und unter anderem als Wanderhose beliebt. In der Länge gleicht die Kniebundhose der Knickerbocker, hat jedoch eine engere Passform.

## Lederhose
Kniebundhosen aus Leder waren und sind Bestandteil der Trachtenmode.

## Culotte
Die traditionelle Culotte war Bestandteil der allgemeinen und höfischen Bekleidung des 17. und 18. Jahrhunderts.
Sie ist eine enge Herrenkniehose, die im Unterschied zu den langen Hosen der Revolutionäre (Sansculottes) als aristokratisches Attribut galt.